# نميهشت (مقاطعة فومن)
نميهشت (بالفارسية: نمی هشت) هي قرية تقع في غيلان في إيران.